# Jégkorong a 2002. évi téli olimpiai játékokon
A 2002. évi téli olimpiai játékokon a jégkorongtornákat a West Valley-i E Centerben és a Provo városi Peaks Ice Arénában tartották február 9. és 24. között.

## Éremtáblázat
(A rendező ország csapata eltérő háttérszínnel, az egyes számoszlopok legmagasabb értéke, vagy értékei vastagítással kiemelve.)
| A 2002. évi téli olimpiai játékok éremtáblázata jégkorongban | A 2002. évi téli olimpiai játékok éremtáblázata jégkorongban | A 2002. évi téli olimpiai játékok éremtáblázata jégkorongban | A 2002. évi téli olimpiai játékok éremtáblázata jégkorongban | A 2002. évi téli olimpiai játékok éremtáblázata jégkorongban | Olimpia  |
| ------------------------------------------------------------ | ------------------------------------------------------------ | ------------------------------------------------------------ | ------------------------------------------------------------ | ------------------------------------------------------------ | -------- |
|                                                              | Ország                                                       | Arany                                                        | Ezüst                                                        | Bronz                                                        | Összesen |
| 1.                                                           | Kanada (CAN)                                                 | 2                                                            | 0                                                            | 0                                                            | 2        |
|                                                              |                                                              |                                                              |                                                              |                                                              |          |
| 2.                                                           | Egyesült Államok (USA)                                       | 0                                                            | 2                                                            | 0                                                            | 2        |
|                                                              |                                                              |                                                              |                                                              |                                                              |          |
| 3.                                                           | Oroszország (RUS)                                            | 0                                                            | 0                                                            | 1                                                            | 1        |
|                                                              | Svédország (SWE)                                             | 0                                                            | 0                                                            | 1                                                            | 1        |
|                                                              |                                                              |                                                              |                                                              |                                                              |          |
| Összesen                                                     | Összesen                                                     | 2                                                            | 2                                                            | 2                                                            | 6        |

## Érmesek

### Férfi torna
| A 2002. évi téli olimpiai játékok érmesei férfi jégkorongban | A 2002. évi téli olimpiai játékok érmesei férfi jégkorongban | A 2002. évi téli olimpiai játékok érmesei férfi jégkorongban | A 2002. évi téli olimpiai játékok érmesei férfi jégkorongban |
| --- | --- | --- | ------------------------------------------------------------ |
| Arany | Ezüst | Bronz |                                                              |
| Kanada (CAN) | Egyesült Államok (USA) | Oroszország (RUS) |                                                              |
| Mario Lemieux Paul Kariya Ed Jovanovski Curtis Joseph Jarome Iginla Simon Gagné Chris Pronger Mike Peca Owen Nolan Joe Nieuwendyk Scott Niedermayer Adam Foote Theo Fleury Martin Brodeur Eric Brewer Rob Blake Ed Belfour Steve Yzerman Ryan Smyth Brendan Shanahan Joe Sakic Al MacInnis Eric Lindros | Bill Guerin Mike Dunham Chris Drury Aaron Miller Adam Deadmarsh Mike Richter Tom Poti Scott Young Doug Weight Keith Tkachuk Chris Chelios Tony Amonte Phil Housley Mike York Brian Rolston Tom Barrasso Gary Suter Jeremy Roenick Brian Rafalski Mike Modano Brian Leetch John LeClair Brett Hull | Jegor Podomackij Danyiil Markov Alekszej Kovaljov Vlagyimir Malahov Alekszej Zsamnov Szergej Goncsar Darjusz Kaszparajtyisz Pavel Dacjuk Igor Kravcsuk Oleg Tverdovszkij Pavel Bure Igor Larionov Szergej Fjodorov Alekszej Jasin Nyikolaj Habibulin Borisz Mironov Szergej Szamszonov Valerij Bure Makszim Afinogenov Ilja Brizgalov Ilja Kovalcsuk Andrej Nyikolisin Oleg Kvasa |                                                              |

### Női torna
| A 2002. évi téli olimpiai játékok érmesei női jégkorongban | A 2002. évi téli olimpiai játékok érmesei női jégkorongban | A 2002. évi téli olimpiai játékok érmesei női jégkorongban | A 2002. évi téli olimpiai játékok érmesei női jégkorongban |
| --- | --- | --- | ---------------------------------------------------------- |
| Arany | Ezüst | Bronz |                                                            |
| Kanada (CAN) | Egyesült Államok (USA) | Svédország (SWE) |                                                            |
| Dana Antal Kelly Bechard Jennifer Botterill Thérèse Brisson Cassie Campbell Isabelle Chartrand Lori Dupuis Danielle Goyette Geraldine Heaney Jayna Hefford Becky Kellar Caroline Ouellette Cherie Piper Cheryl Pounder Tammy Lee Shewchuk Sami Jo Small Colleen Sostorics Kim St-Pierre Vicky Sunohara Hayley Wickenheiser | Chris Bailey Laurie Baker Karyn Bye Julie Chu Natalie Darwitz Sara Decosta Tricia Dunn-Luoma Cammi Granato Courtney Kennedy Andrea Kilbourne Katie King Shelley Looney Sue Merz Allison Mleczko Tara Mounsey Jenny Potter Angela Ruggiero Sarah Tueting Lyndsay Wall Krissy Wendell | Annica Åhlén Lotta Almblad Anna Andersson Gunilla Andersson Emelie Berggren Kristina Bergstrand Ann-Louise Edstrand Joa Elfsberg Erika Holst Nanna Jansson Maria Larsson Ylva Lindberg Ulrica Lindström Kim Martin Josefin Pettersson Maria Rooth Danijela Rundqvist Evelina Samuelsson Therese Sjölander Anna Vikman |                                                            |